# Willem Merkelbach

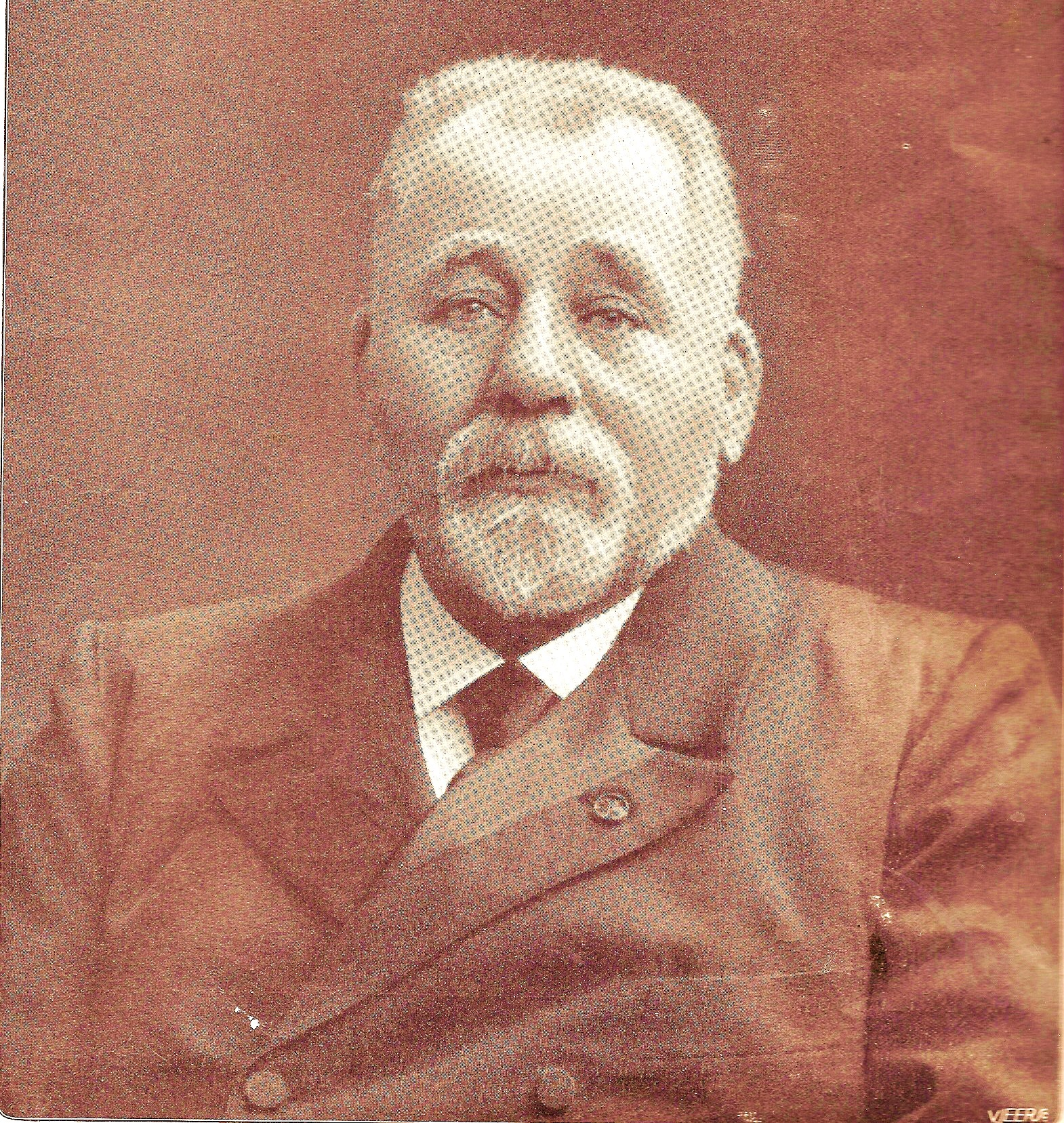
Willem Merckelbach.

Willem Merkelbach (Moerdijk, 19 maart 1837 – Leiden, 21 mei 1911) was een Nederlands lid van de Eerste Kamer der Staten Generaal.

## Loopbaan
Merkelbach werd reeds op jonge leeftijd in de bloeiende industriële onderneming van zijn vader opgenomen; na diens dood nam hij de leiding op zich van de stoom-meelfabriek te Moerdijk. In 1872 werd hij medeoprichter van de ijzer- en metaalgieterij te Princenhage; verder was hij medestichter van de draadnagelfabriek, maar om een groter werkzaam aandeel te nemen in het staatkundig leven, trok hij zich in 1891 uit beide fabrieken terug.
Van 1877 tot 1890 was hij lid van de Provinciale Staten in Noord-Brabant en in laatst genoemd jaar kreeg hij een zetel in de Eerste Kamer, die hij vele jaren bekleedde (van 1890-1911). Hij zag zijn verdiensten erkend door zijn benoeming tot  ridder in de Orde van de Nederlandse Leeuw en met het commandeurskruis van de Orde van de Heilige Gregorius.